# 德罗内罗
德罗内罗（義大利語：Dronero），是意大利库内奥省的一个市镇。总面积58平方公里，人口7333人，人口密度126.4人/平方公里（2009年）。ISTAT代码为004082。